# Bracia Dawidowscy
Spółka Przemysłowo-Handlowa Braci Dawidowskich – polskie przedsiębiorstwo przemysłu mięsnego, działające w Poznaniu w latach międzywojennych. Właścicielami byli bracia Leon, Roman, Aleksander i Stefan Dawidowscy.

## Historia

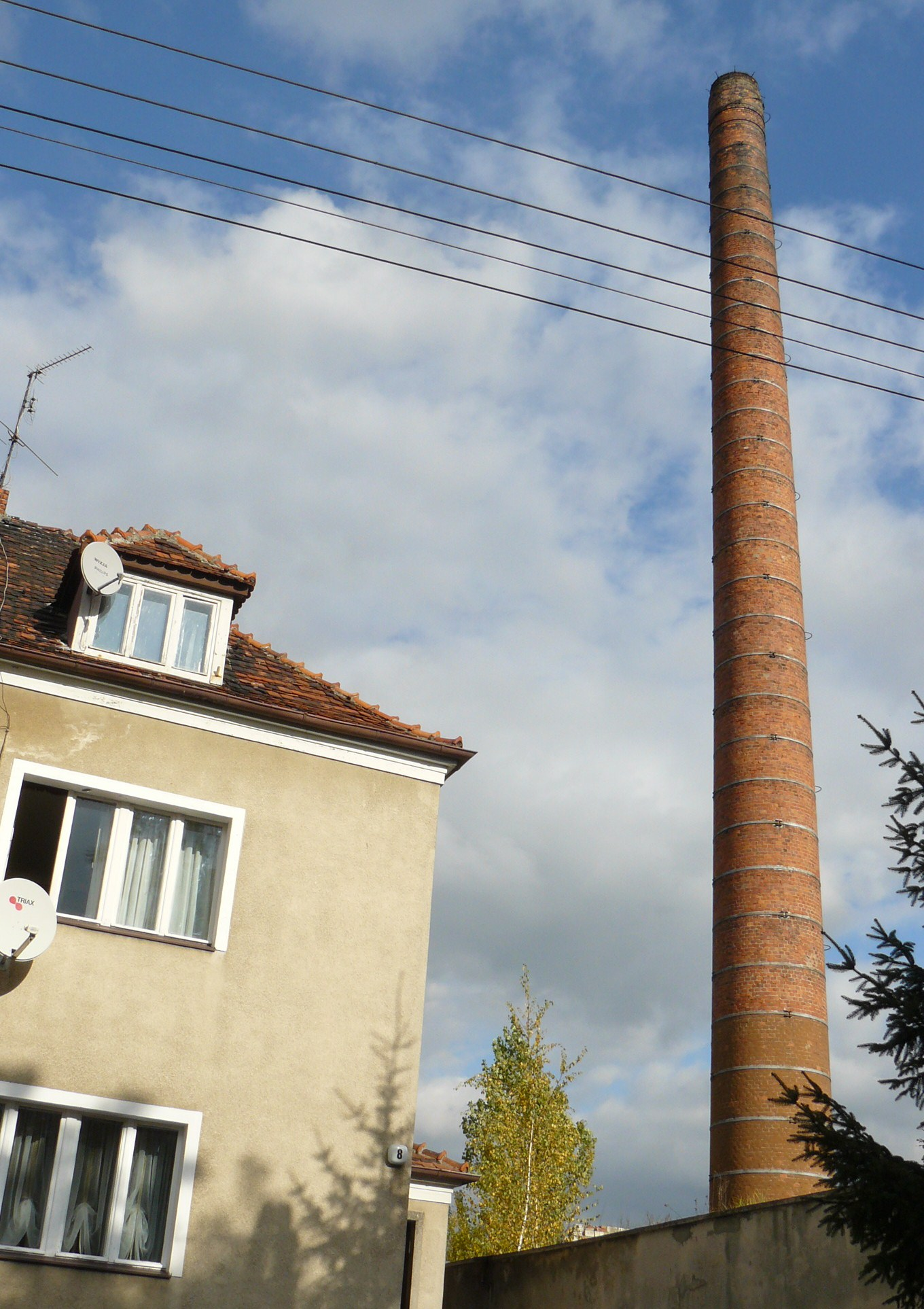
Komin zakładów w 2011

Spółka powstała w 1920 na ul. Gwarnej 17 w Poznaniu. Były to wtedy: warsztat rzeźnicko-wędliniarski, sklep mięsny i otwarta nieco później jadłodajnia. Szybki rozwój możliwy był dzięki wyjątkowo dobrej koniunkturze na mięso w Polsce okresu międzywojennego. 29 grudnia 1933 zawiązano spółkę komandytową, której celem było wytwarzanie przetworów mięsnych i konserw. Przy ulicy Dąbrowskiego 129, na rogu Wilkońskich, nabyto od Donata Stabrowskiego działkę (2 hektary) z przeznaczeniem na nowy zakład. W ciągu kilku lat przebudowano istniejące na niej obiekty i wybudowano nowe (wszystko ustawione było zasadniczo w kształt litery U). Część produkcji ruszyła jednak już we wrześniu 1934. Maszyny były napędzane elektrycznie, ale miały jeszcze przekładnię transmisyjną. 
W 1935 zatrudniano 321 pracowników, którzy wytwarzali wyroby o wartości 8.300.000 złotych rocznie, przy średnim wynagrodzeniu 90 złotych (pracownicy fizyczni) i 130 złotych (pracownicy umysłowi). Trzon produkcji stanowiło mięso i wędliny oraz konserwy. Ubocznymi produktami były: mączka kostna, ogórki konserwowe (produkowane w dawnej, przebudowanej kotłowni) i przyprawa do zup "Bradin", w zamyśle konkurencyjna w stosunku do "Maggi". Przerabiano surowiec rzeźny z poznańskiej rzeźni miejskiej na Garbarach. Sprzedaż prowadzono w pięciu własnych sklepach. W 1934, jako pierwsi w Polsce, zastosowali na skalę przemysłową przedłużającą trwałość masę do powlekania powierzchni wędlin (wynalazek polski). 
W 1939 ogólny majątek przedsiębiorstwa oceniano na ponad cztery miliony złotych. W tym samym roku czysty zysk wynosił 558.000 złotych. Toczono też pertraktacje na temat uruchomienia filii w Jarosławiu. Leon Dawidowski był wybrany na prezesa Polskiego Związku Wytwórców i Eksporterów Wędlin, natomiast Roman zasiadał w radzie tego związku (obaj publikowali też artykuły w wydawnictwach fachowych). Aleksander Dawidowski współreprezentował Polskę na Międzynarodowym Kongresie Wędliniarskim w Paryżu w 1931.
Dawidowskich wywłaszczyli Niemcy 29 grudnia 1939.  Majątkiem zaczęła administrować firma "Scheffler und Hein". W wyniku działań niemieckich przedsiębiorców straty przewyższały zyski w 1945 o 73%. Po zakończeniu działań wojennych w 1945 zabudowania nie doznały większych uszkodzeń. 
22 stycznia 1945 Aleksander Dawidowski został pełnomocnikiem zakładu i uruchomił produkcję, jednak szybko został zwolniony, bo fabrykę zajęła Armia Czerwona na swoje potrzeby. Cywilne władze polskie objęły ją we wrześniu 1945. Aleksander wrócił do pracy, jednak wkrótce powtórnie go zwolniono. W 1946 uruchomił prywatny zakład na ulicy Głogowskiej 168 i 27 Grudnia 14. Wkrótce jednak został wywłaszczony również z tych przedsięwzięć. Zaginął bez śladu w 1949.
29 sierpnia 1949 kierownikiem przetwórni mianowano spolonizowanego Czecha - Wacława Samka. 15 czerwca 1950 przejął ją Centralny Zarząd Przemysłu Mięsnego (był to od wtedy Zakład Mięsny nr 8). Z czasem wchłonęły ją Zakłady Mięsne w Poznaniu. W latach 90. XX wieku wybudowano tu jeszcze nowy sklep mięsny (w miejscu stołówki pracowniczej). Obecnie budynki już nie istnieją - w ich miejscu znajduje się market sieci "Lidl".

## Rodzina
Rodzina Dawidowskich pochodziła z okolic Buku. Leon był z wykształcenia kupcem, Roman - wykwalifikowanym rzeźnikiem, a pozostali dwaj bracia nie posiadali żadnego wyuczonego zawodu. Ożenił się tylko Roman. Miał jedno dziecko - córkę Reginę. Leon był powszechnie uważany za kierującego firmą i jej reprezentanta na zewnątrz. Roman nadzorował przerób i rozbudowę. Aleksander zajmował się zamówieniami i księgowością oraz reklamą. Stefan (najmłodszy) organizował dystrybucję i nadzorował sprawy kadrowe. 
Leon poległ broniąc Warszawy w 1939. Romana zamordowali Niemcy w więzieniu we Wrocławiu (był prawdopodobnie członkiem ruchu oporu). W grudniu 1949 w nieznanych okolicznościach zaginął Aleksander. Tylko Stefan został pochowany w Poznaniu - zmarł w sposób naturalny w 1979. 

## Nagrody
Wyroby Dawidowskich eksportowano m.in. do Wielkiej Brytanii, USA, Japonii, Maroka i Afryki Południowej. Niektóre z nich otrzymywały nagrody, m.in.:
- Grand Prix i złoty medal w Paryżu (1927),
- wielki złoty medal PeWuKi w Poznaniu (1929),
- Grand Prix i złoty medal w Metzu (1933),
- złoty medal wystawy w Łodzi (1937)[1].